# Conus panamicus
Conus panamicus é uma espécie de gastrópode do gênero Conus, pertencente a família Conidae.